# Morten Suurballe
Morten Suurballe  (né le 8 mars 1955 à Copenhague) est un acteur danois.

## Biographie
Morten Suurballe étudie à l'École de théâtre du Danemark (Statens Teaterskole) en 1978.
Il a joué dans la série télévisée danoise The Killing. Il y interprétait le rôle de Lennart Brix, le patron de Sarah Lund (Sofie Gråbøl). 
Il est admis dans l'ordre de Dannebrog depuis le 3 décembre 2003.

## Filmographie

### Cinéma
- 1989 : Kirsebærhaven 89
- 1992 : Kald mig Liva
- 1994 : Flemming og Berit
- 1996 : Charlot og Charlotte
- 1997 : Strisser på Samsø
- 2004 : Ørnen: En krimi-odyssé (The Eagle)
- 2005 : Jul i Valhal
- 2008 : Album
- 2011 : Anstalten
- 2016 : Un jour comme un autre
- 2018 : The Guilty de Gustav Möller

### Télévision
- 1991-1992 : Parløb
- 1991-1992 : Gøngehøvdingen
- 2000-2003 : Rejseholdet
- 2000-2002 : Hotellet
- 2007-2012 : The Killing : Lennart Brix
- 2011 : Bron : Bjørn Rasmussen (2 épisodes)
- 2014 : Vikings : Comte Sigvard (saison 2)